# 泉守一
泉 守一（いずみ もりかず、生年不明 - 文化11年11月5日〈1814年12月16日〉）とは、江戸時代の絵師。

## 来歴
姓は泉、通称吉兵衛。寿香亭と号す。父は寿香亭吉信。寿香亭の号は吉信から受け継いだものである。江戸の生まれで本郷一丁目（一説に二丁目）に住み、「目玉の吉兵衛」というあだ名からさらに「目吉」と呼ばれた侠客だったという。この目吉を画名にもしており「寿香亭目吉」と落款した作が残る。
渓斎英泉編の『无名翁随筆』によれば、二代目堤等琳の門人でのちに狩野探信門人になったというが、守一の「守」の字は探信に許されたものとされ、目吉が守一と名乗りはじめた時期は探信はまだ十代前半の若年なので、探信の門人というのは誤伝であろうといわれる。狩野派の画法をよく学んで墨絵の雲竜や鐘馗を描いたと伝わり、また父吉信の稼業を継いで町絵師の頭として日光、徳川家霊廟などの社寺彩色御用を勤めた。作画期は寛政から文化にかけての頃で、武者絵を得意としたが美人画や摺物も描いている。墓所は東京都文京区湯島にある無縁坂の講安寺、法名は秀誉蘭底信士。
門人に娘婿の二代目寿香亭目吉、寿川亭泉鉄がいる。初代勝川春山も泉昌有の名で守一の門人になっていたといわれるが、春山と守一のそれぞれの活動時期から、昌有こと春山は守一の父吉信の門人だったのではないかと田中達也は指摘している。

## 作品
- 「盛久危難図」　絵馬　上野清水寺　※「寛政十二年庚申年七月五日　寿香亭守一筆」の落款、「目吉」の印あり
- 「大原女図」　紙本着色　※「寿香亭目吉守一筆」の落款、「藤原」の印あり。朱楽菅江が画賛として狂歌を記す。麻布美術館旧蔵
- 「谷風と仁王の力競べ図」　大判錦絵　相撲博物館所蔵　※「め吉画」の落款あり
- 「二匹の子犬」　十二切摺物　パリ国立図書館所蔵　※享和2年正月。「寿香亭筆」の落款あり
- 「飾り海老」　九つ切摺物　パリ国立図書館所蔵　※享和から文化初期頃の正月版行。「寿香亭目吉筆」の落款あり
- 「鰹売・侠客・大原女」　長判摺物　千葉市美術館所蔵